# Fotolog
Un fotolog, fotoblog, blog fotográfico o flog es un blog al cual se le agrega una fotografía por entrada o artículo. La palabra fotolog en español tiene dos orígenes: derivada del inglés photoblog y derivada del sitio Fotolog.com (una de miles de bitácoras pertenecientes a una comunidad).

## Clasificación de los fotologs
Los fotologs tienen seis características principales, y la preponderancia de cada una de las tres primeras da origen a tipos muy diferentes de fotologs.
Elementos de un fotolog
- La foto. El elemento principal de un fotolog, y junto con la fecha es el único que no puede estar ausente.[1] Si lo más importante es la foto se trata de una antología de imágenes.
- Los comentarios del autor. Si, estos son más importantes que la foto estamos ante un blog fotográfico o fotoblog.
- Los comentarios de los amigos. Cuando son el elemento más importante (y la foto es por lo tanto un pretexto) estamos ante un fotolog para formar comunidades
- Los enlaces a los fotologs de los amigos. Nunca este será el elemento más importante, pero el visitar los fotologs de los amigos y luego los de los amigos de los amigos hace que los fotologs de comunidades sean un cierto tipo de software social, a la manera de Orkut.
- Enlaces favoritos. El compartir enlaces tampoco puede ser la característica principal de un fotolog, ya que en ese caso se trata de marcadores sociales (compartir favoritos).
- La fecha. Un fotolog es un cuaderno de bitácora y como tal las fotos deben tener fecha. Más aún, lo realmente importante es la fecha de publicación, más que la fecha en la que la foto fue sacada. Un conjunto de fotos sin fecha es una galería o álbum de fotos.

## Blog fotográfico

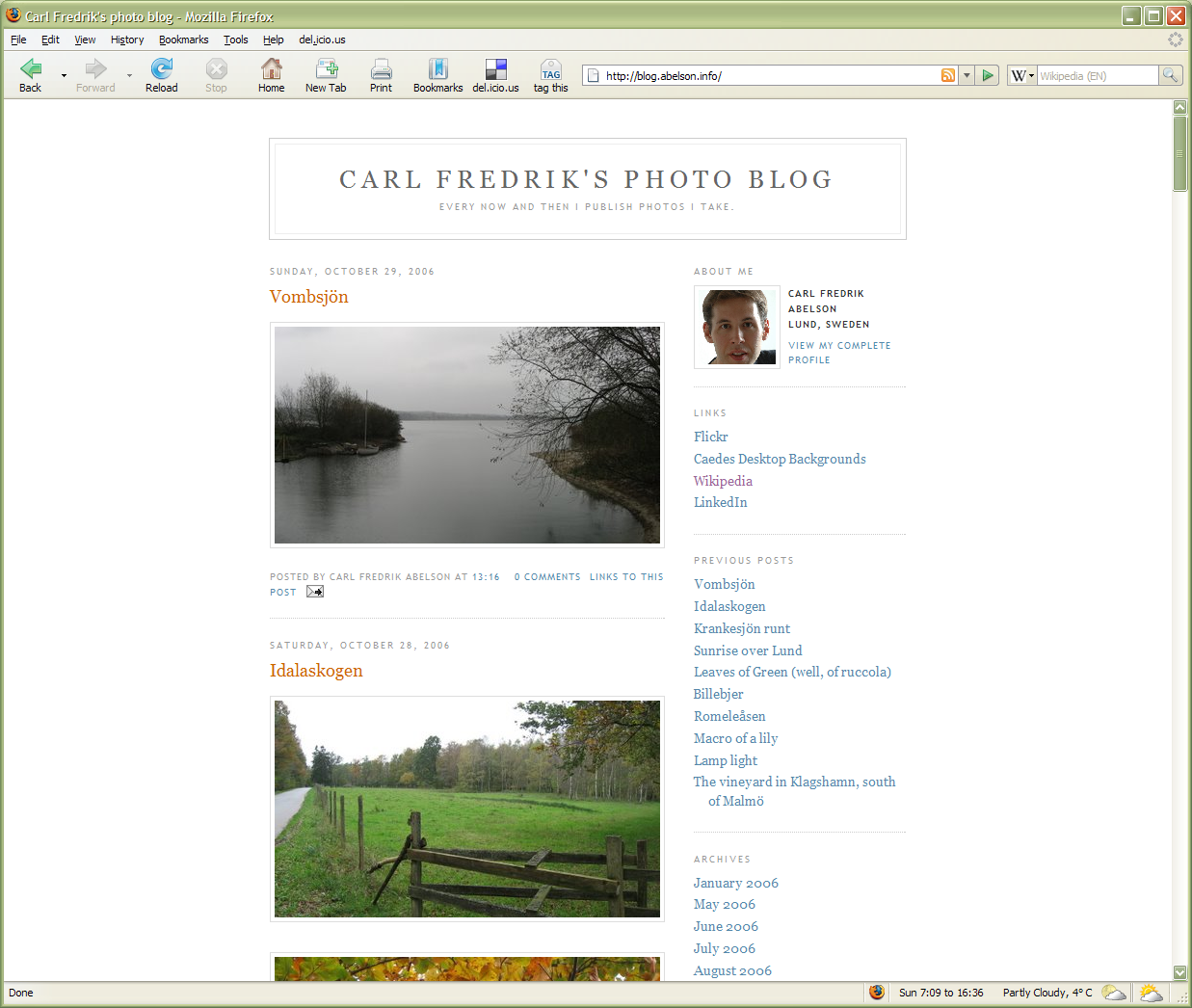
Blog fotográfico típico

La palabra fotolog (o fotoblog) originalmente se refería a una variante de blog, que consiste básicamente en una galería de imágenes fotográficas publicadas regularmente por uno o más amantes de la fotografía. El texto es tanto o más importante que la foto. Generalmente esta ilustra un aspecto importante del texto y otras veces el texto describe el contenido de la foto. Muchas veces se aceptan comentarios en la forma de libro de visitas, y estos habitualmente se refieren a la fotografía, o al igual que cualquier blog, a los hechos relatados. Existen sitios dedicados a hospedar estas bitácoras como Flickr o Blogspot pero lo habitual es que este tipo de fotologs estén en un sitio cuyo dueño es una única persona. En estos casos el autor debe usar un gestor de contenidos para fotologs, como Movable Type.

## Antología cronológica de imágenes
Cuando las imágenes son lo más importante, se tiene un intermedio entre un álbum de fotografías y un blog fotográfico. El texto, de haberlo, se refiere a aspectos técnicos de la foto, y pasa lo mismo con los comentarios, que son hechos por otros fotógrafos con más probabilidad que por amigos.

### Proyectos fotográficos
Hay algunas antologías cronológicas de imágenes absolutamente sui géneris, como las que se mencionan a continuación.
- The Adaption to my Generation, a daily photo project.[2] Desde el 1 de octubre de 1998 Jonathan Keller se toma una fotografía todos los días y después la sube a la red. Actualmente en lugar de un fotolog el sitio muestra algunas de las fotos y un video.[3]
- Get in my Belly (Métete en mi estómago).[4] Esta galería es de Adam Seifer (Cypher) uno de los creadores de Fotolog.com, y pone fotos de los platos principales de lo que come.
- project: alphabet (proyecto alfabeto).[5] Se muestran fotos con objetos que parecen letras: dos naranjas forman una B, la hélice de un avión es una X. Empezó en febrero del año 2003 y en marzo del 2005 superó las 1000 fotos.

## Comunidades de fotologs
Las comunidades de fotologs nacieron a partir del éxito explosivo de Fotolog.com, sitio estadounidense que permite crear fotologs gratuitos. Fue creado en mayo del 2002 y en febrero del 2005 superó el millón de usuarios.
El hecho de ser gratuito, sumado a un libro de visitas y a la posibilidad de visitar los fotologs de los amigos transformaron a este sitio en una especie de software social o una red social. Rápidamente los usuarios brasileños superaron a los estadounidenses, y en enero del 2005 eran el 35%. La segunda mayoría de usuarios es Chile (9% en enero), la cuarta es Argentina (4,4%) y la quinta es España (1,6%). Estados Unidos está en tercer lugar.
La influencia de Fotolog.com en Hispanoamérica es tal que tanto en castellano como en portugués la palabra fotolog se usa mucho más que fotoblog. En inglés, en cambio, fotolog se refiere exclusivamente al sitio Fotolog.com, photolog tiene un uso más bien reducido y la palabra de uso habitual sigue siendo photoblog (ver photoblog en la Wikipedia en inglés).

### El esquema de Fotolog.com
Muchos sitios han copiado a Fotolog.com en forma casi idéntica. La estructura inventada por este sitio consiste en que la foto más reciente, de un tamaño de unos 12×8 cm está en la parte central de la pantalla. Debajo aparecen comentarios en forma de libro de visitas. A la izquierda aparecen 5 o 6 miniaturas de las fotos anteriores y a la derecha miniaturas de la última foto de fotologs de amigos. Por último, debajo de estas miniaturas aparecen enlaces favoritos, que habitualmente son fotologs en otros sitios. En general el número de fotos está limitado no en su cantidad sino en el número de fotos diarias que es posible subir. También son limitados el número de mensajes (posts) que se pueden escribir en cada foto, siendo para los usuarios gratuitos de 50, y de 200 para los de pago.
Este tipo de fotolog es una moda entre los adolescentes. La única estadística de edades disponible es la de PhotoBlog, sitio orientado a fotógrafos. Sin embargo, un 58% de los miembros tienen menos de 18 años. Es posible que en otros sitios, dedicados específicamente a un público juvenil, la cifra sea aún mayor. Además, un estudio de la consultora Divergente encontró que casi todos [los usuarios son] adolescentes entre 12 y 20 años.
La mayoría de estos sitios no se financian, pese a tener publicidad, y tienen usuarios gold que ayudan a cubrir los gastos. El referente de Fotolog.com es tan potente que la palabra gold no se traduce.

### Historia
El éxito de Fotolog.com provocó la aparición de copias,  entre ellas Fotolog.cl proyecto sin fines de lucro de las mismas características. Fotolog.cl se fundó el 26 de noviembre de 2003 y en su primera versión llegó a casi 40 000 usuarios. El 29 de septiembre de 2004 decidieron borrar a todos los usuarios y partir de cero. En abril del 2005 este sitio superó los 100 000 usuarios, y en enero del 2007 llegó a los 400 000. El año 2006 pasó a ser el fotolog con más usuarios en Chile, superando a Terra. El año 2008 tenía 600 000 cuentas.
La segunda copia hispanoamericana de Fotolog.com (y que por largo tiempo era la que tenía más usuarios) es otro sitio chileno, Jotelog.cl. Este sitio llegó a 100 000 usuarios en enero de 2005 y a 150 000 en agosto del mismo año
En julio de 2004 apareció el sitio de fotologs de Terra Brasil. y al poco tiempo el de Terra Chile Este último sitio terminó el 2005 con más de 260 000 usuarios.
La única copia no latina de Fotolog.net es PhotoBlog.be, hoy PhotoBlog.net. Sin embargo en este sitio belga también predominan los chilenos y brasileños. En abril del 2005 superó los 80 000 usuarios, pero su crecimiento ha disminuido mucho desde que el sitio deja de ser gratuito después de tres meses de uso.
En 2004 aparecieron versiones brasileñas, como Flog Brasil.
En julio de 2004 Terra
Brasil creó su fotolog, que tiene versiones gratuita y de pago, y permite enviar fotos desde un teléfono celular. A principios de mayo de 2005 superaron los 500.000 usuarios. En septiembre apareció el sitio de Chile (que en agosto del 2005 superó los 200 000 usuarios). Terra ha ido incorporando a otros países sin tanto éxito, excepto el caso de Terra Argentina, que partió en febrero del 2005 y en julio ya tenía 150 000 usuarios. Al poco tiempo superó a Chile y después llegó al primer lugar. A fines de octubre de 2006 el fotolog de Terra Argentina tenía casi 970 000 usuarios.
Aparentemente es posible encontrar programas gratuitos para hacer clones de Fotolog.com, y en todo caso estos siguen apareciendo. La segmentación ha llegado a tal grado que existe GayFotolog, con la ingeniosa característica de que sólo los usuarios registrados pueden poner comentarios, con lo que evitan la homofobia habitual en estos casos. Otra curiosidad son los fotologs pornográficos, como SexFlog.com, en los que las fotos supuestamente son de aficionados. O también se ha dado el caso de ejemplos como SexyFlog.com, que si bien no es erótico propiamente dicho, permite a los usuarios subir fotos eróticas sin censurarlas.
Mientras los fotologs iban ganando terreno en la vida cotidiana de las personas, surge una herramienta bastante útil a tener en cuenta. En febrero del 2006 se crea el primer sitio dedicado pura y exclusivamente a ser un ranking de fotologs llamado TopFotologs.com. En el mes siguiente TopFlogs.com sigue sus pasos, ambos tienen la característica de la no discriminación de sitio proveniente, estos rankings fueron los primeros en ser totalmente automatizados y amigables por su rápido sistema de uso y su simplicidad.

### Buscan fotógrafos y obtienen comunidades de amigos
Dos de los proveedores de fotologs más conocidos, Fotolog.com y PhotoBlog, están dirigidos a un público internacional angloparlante deseoso de publicitar sus fotografías, y sin embargo la mayoría de sus usuarios son jóvenes deseosos de formar comunidades de amigos. Como ya se dijo, la causa probable de este hecho es la posibilidad de visitar los fotologs de los amigos de los amigos.
La siguiente cita justifica en parte la afirmación de que en Fotolog.com prefieren los fotógrafos a las comunidades. ¿Mis fotos necesitan ser artísticas? No necesariamente. Pueden ser de lo que tú quieras. Pero si cada día te esfuerzas por subir una nueva foto mejor veras que poco a poco te convertirás en un mejor fotógrafo. Este enfoque es impensable en Jotelog.cl u otros clones chilenos.
En PhotoBlog había un 58 % de usuarios adolescentes. El país con más miembros era Chile (35 %) y luego venía Brasil. Aunque inicialmente sus dueños agradecieron la presencia chilena y brasileña, después cambiaron de opinión. En una noticia publicada en su blog decían Para la gente que está buscando una solución gratis: por favor abran una cuenta gratis en otro lugar. PhotoBlog está buscando fotógrafos comprometidos con la ambición de construir un portafolio y una red de contactos de alto valor. Para reducir a los usuarios adolescentes, hace un tiempo empezaron a cobrar a partir del tercer mes de estar registrado. Esto ha significado que el número de usuarios chilenos se ha mantenido prácicamente estático durante todo el 2005. Internet Archive muestra que PhotoBlog.be fue un sitio de fotografías hasta abril de 2009.

### Comunidades de fotologs en español
Contrastando con los más de diez clones de Fotolog.com casi no hay comunidades de fotolog que se hayan apartado del modelo. Un caso importante es el sitio de España es·f·LOG, que fueron los primeros en castellano no hecho en Chile.
Este sitio cuenta con las mismas características que hicieron popular a Fotolog.com —gratuito, con importancia a los comentarios y con enlaces a los fotologs de los amigos— aunque con distinta diagramación. En abril de 2005 superó los 10 000 usuarios y en diciembre del 2007 llegaba a los 120 000 Aunque fue creado 8 meses después que fotolog.cl aparentemente estaban llenando un vacío en la web peninsular porque en su lanzamiento decían “ya era hora de que hubiese uno en español para todos nosotros!”. También hay una nueva alternativa en español llamada Flogup.com muy rápida, potente y sencilla de utilizar.
También existe FlashBlog, que es un proyecto de código abierto, software libre, liberado con licencia GNU/GPL cuyo objetivo es ser una herramienta de creación de weblogs (O bitácoras) al estilo de Movable Type o WordPress, pero completamente hecha en Flash.

### Buscan comunidades de amigos
La mayoría de las copias de Fotolog.com han optado derechamente por las comunidades de amigos, como lo demuestran las siguientes eslóganes:
- Jotelog.cl: “jotea con la más grande comunidad de jotes online”. El jote es un buitre chileno y en el habla chilena, jotear es merodear cerca de una persona con la intención de conquistarla o de flirtear. En otras palabras el objetivo de este sitio es admirar a mujeres u hombres jóvenes y escribir en sus libros de visitas.
- Terra: “Muéstrale al mundo quién eres”
- flogbrasil: “La mayor comunidad fotologuera del mundo”. Este eslogan es falso, ya que sus muy respetables 700 000 usuarios alcanzados en abril de 2005 lo dejan muy atrás de Fotolog.net.
- Flogup.com: “Arte eres tú” Aquí dan mucho protagonismo a los usuarios.
- flohoo.com: “Comparte tus fotos con el mundo”

Otras copias de Fotolog.com optaron por una estrategia distinta, con la aparente ilusión de libertad de la comunidad de software libre, promueven su sitio con el eslogan "El único fotolog del mundo sin límites", tal es el caso de kfotos.net que no limita la cantidad de fotos que el usuario puede publicar.

### Demografía
Aquí se incluyen dos estadísticas que muestran por qué casi todos los sitios de comunidades de fotologs son chilenos. Hay que tener en cuenta que estas estadísticas son muy poco confiables, pero no hay datos mejores.
Por una parte, veremos el número de fotologs de Fotolog.com por cada mil habitantes. Aquí hay que pensar que mucha gente miente sobre su país.
| País           | Fotologs en Fotolog.net el 15 de mayo de 2005 | Fotologs por 1000 habitantes | Fotologs en Fotolog.com el 19 de febrero de 2007 | Fotologs por 1000 habitantes | Fotologs en Fotolog.com el 27 de noviembre de 2007 | Fotologs por 1000 habitantes |
| -------------- | --------------------------------------------- | ---------------------------- | ------------------------------------------------ | ---------------------------- | -------------------------------------------------- | ---------------------------- |
| Chile          | 120 000                                       | 7,8                          | 955 000                                          | 61,6                         | 2 896 000                                          | 186,9                        |
| Perú           | 78 000                                        | 2,1                          | 578 000                                          | 15,3                         | 2 084 000                                          | 55,1                         |
| Brasil         | 404 000                                       | 2,3                          | 459 000                                          | 2,6                          | 1 086 000                                          | 6,2                          |
| Estados Unidos | 104 000                                       | 0,36                         | 62 202                                           | 0,21                         |                                                    |                              |

La segunda estadística es el número de fotologs en Terra por mil habitantes. Cada uno de los sitios de Terra partió en un momento diferente, y nadie obliga a una persona a inscribirse en el sitio Terra de su propio país, por lo que estas cifras son menos confiables que las de Fotolog.com. Sin embargo Terra está en español desde el 2004, y Fotolog.com desde el 2006. Así, en Terra se inscribieron personas que nunca usarían un sitio en inglés.
| País   | Fotologs en Terra de cada país al 15 de mayo de 2005 | Fotologs por 1000 habitantes al 15 de mayo de 2005 | Fotologs en Terra de cada país al 30 de octubre de 2006 | Fotologs por 1000 habitantes al 30 de octubre de 2006 | Fotologs en Terra de cada país al 2 de diciembre de 2007 | Fotologs por 1000 habitantes al 2 de diciembre de 2007 |
| ------ | ---------------------------------------------------- | -------------------------------------------------- | ------------------------------------------------------- | ----------------------------------------------------- | -------------------------------------------------------- | ------------------------------------------------------ |
| Perú   | 55 000 [cita requerida]                              | 1,4                                                | 970 000                                                 | 25,6                                                  | 1 386 000                                                | 36,6                                                   |
| Chile  | 153 000 [cita requerida]                             | 9,8                                                | 328 000                                                 | 21,1                                                  | 334 265                                                  | 21,6                                                   |
| Brasil | 518 000                                              | 2,9                                                | 881 000                                                 | 5                                                     | 936 000                                                  | 5,3                                                    |

## Gold Camera
La Gold Camera o más conocido como GoldCam, es un sistema de Fotolog en el cual la cuenta tiene beneficios como por ejemplo:
- Subir 10 fotos diariamente.
- Imagen personalizada del título.
- 200 entradas en el libro de visitas por foto.
- Aparecer en la página principal.
- Borrar y subir tu foto de nuevo por 24 horas.
- Viñeta en los mensajes del libro de visitas.

## Fotologs en las noticias
Los fotologs fueron importantes en la movilización estudiantil de 2006 en Chile.
En noviembre de 2007 la Consultora Divergente publicó un estudio sobre los fotologs que fue reseñado en varios medios de comunicación chilenos.